# Christian Rannenberg

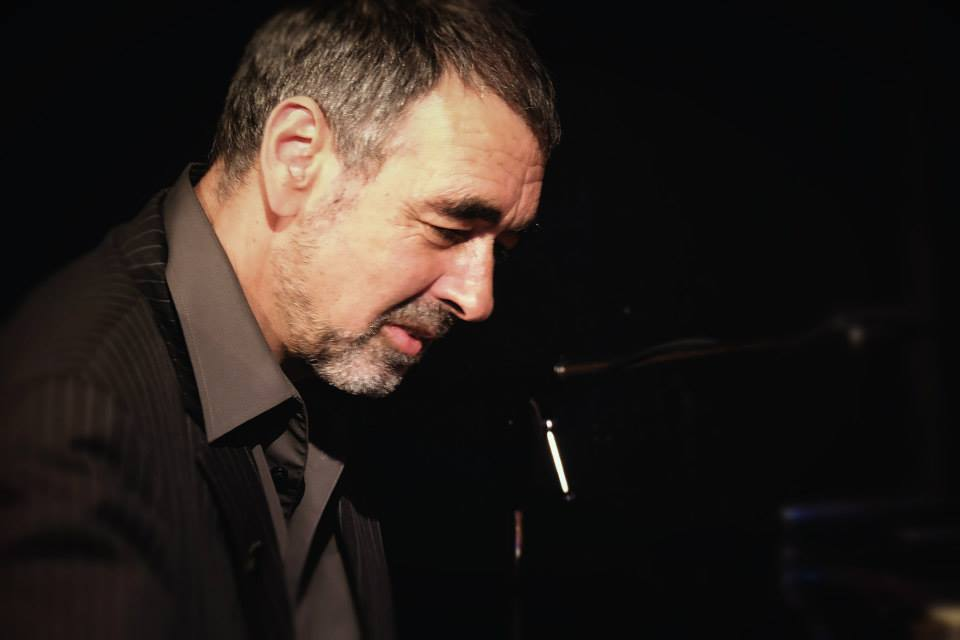
Christian Rannenberg

Christian Rannenberg (* 21. Juni 1956 in Solingen) ist ein deutscher Blues- und Boogiepianist.

## Leben und Wirken
Rannenberg war 1976 als Student der Biologie in Osnabrück gemeinsam mit Todor „Toscho“ Todorovic Mitgründer der Blues Company. Er arbeitete zeitweilig auch mit der Bluesband Das Dritte Ohr, die unter anderem Billy Boy Arnold, J. B. Hutto und Eddie Clearwater auf Tourneen begleitete. 1982 zog er nach Chicago, wo er mit John Littlejohn und Jimmy Rogers spielte. Mit dem Saxophonisten „Detroit“ Gary Wiggins gründete er das International Blues Duo, mit dem er in Europa tourte und das seit 2014 wieder zusammenarbeitet. Weiterhin war er mit Charlie Musselwhite, Angela Brown, Big Jay McNeely und Torsten Zwingenberger auf Tournee. 1990 zog er nach Kalifornien, wo er mit John Heartsman und mit Buddy Ace auftrat. Zurück in Deutschland gründete er mit Richard Bargel die Talking Blues Show. Weiterhin trat er mit Jeanne Carroll auf. Er ist auch auf Alben mit Louisiana Red, Toscho, der Blues Company, der First Class Blues Band und der Matchbox Blues Band zu hören.
Rannenberg erhielt 2013 den Pinetop-Boogie-Woogie-Award als Bluespianist. Jürgen Wölfer bewertet ihn als den „Nestor der deutschen Blues- und Boogie-Pianisten“; Dennis Koeckstadt ist sein Schüler.

## Diskographische Hinweise
- Christian Rannenberg & The Pink Piano Allstars: Long Way From Home (1989/90)
- Big Jay McNeely, Christian Rannenberg: Blues at Daybreak (1992) (Preis der Deutschen Schallplattenkritik)
- Pink Piano All Stars & Christian Rannenberg: Fool’s Paradise (1996)
- Blues (Acoustic 1997)
- Cool Blue (2000)
- Old School Blues Piano Stylings (2017)

International Blues Duo
- Introducing the International Blues Duo to the World (1984)
- The International Blues Duo Meets Blues Wire - Truly International (1987 / 2014)
- The International Blues Duo Featuring Katie Webster (1989)

## Lexikalische Einträge
- Jürgen Wölfer: Jazz in Deutschland. Das Lexikon. Alle Musiker und Plattenfirmen von 1920 bis heute. Hannibal, Höfen 2008, ISBN 978-3-85445-274-4.